# Steatoda violacea
Steatoda violacea là một loài nhện trong họ Theridiidae.
Loài này thuộc chi Steatoda. Steatoda violacea được Embrik Strand miêu tả năm 1906.